# گذرداد شبکه
گذرداد شبکه (به انگلیسی: Network throughput) یا توان عملیاتی در شبکه‌های ارتباطی مانند اترنت یا مخابره بسته‌ای، متوسط نرخ تحویل موفق پیام در یک کانال ارتباطی است. این داده‌ها ممکن است از یک پیوند فیزیکی یا منطقی یا عبور از طریق گره شبکه خاص تحویل داده شوند. گذرداد معمولاً به وسیلهٔ بیت بر ثانیه(bp/s)و گاهی بسته‌های داده برثانیه یا بسته‌های داده دربازه‌های زمانی (ps)، اندازه‌گیری می‌شود.
گذرداد سیستم یا گذرداد کل عبارتست از مجموع نرخ داده‌هایی که به همه پایانه‌ها که در یک شبکه تحویل داده شده‌است. گذرداد را می‌توان به صورت ریاضی با استفاده ازتئوری صف، که در آن بار در بسته در واحد زمان با نرخ ورود λ، و گذرداد در بسته در هر واحد زمان با نرخ خروج μ مشخص می‌شود، تجزیه وتحلیل شده‌است.
گذرداد اساساً مترادف با مصرفپهنای باند دیجیتال است. گذرداد یک سیستم ارتباطی ممکن است تحت تأثیر عوامل مختلفی قرار گیرد، از جمله محدودیت‌های محیط فیزیکی آنالوگ زمینه ای، قدرت پردازش موجود از اجزای سیستم و رفتار کاربر نهایی. هنگامی که هزینه‌های اضافی پروتکل در نظر گرفته شود، نرخ مفید داده‌های منتقل شده می‌تواند به‌طور قابل توجهی کمتر از حداکثر گذرداد دستیابی باشد. قسمت مفید معمولاً به عنوان گودپات سیستم شناخته می‌شود.

## گذرداد ماکزیمم
همچنین ببینیدنرخ اوج اطلاعات:
کاربران دستگاه‌های مخابراتی و طراحان سیستم‌ها و محققان نظریه ارتباطات اغلب به شناخت عملکرد مورد انتظار از یک سیستم علاقه‌مند شده‌اند. از دید یک کاربر اغلب به صورت" دستگاه ا اطلاعات من وجود دارد به‌طور مؤثر برای نیازهای من؟"یاًکدام وسیله داده‌های بیشتری در واحد هزینه ارائه خواهد داد؟"
طراحان اغلب علاقه‌مند به انتخاب مؤثرترین معماری یا طراحی محدودیت‌ها برای سیستم که عملکرد نهایی ان است. در اغلب موارد معیار آنچه سیستم قادر به انجام آن است یا حداکثر کارایی سیستم آن چیزی است که طراح ویا کاربر بدان علاقه‌مند است. هنگام بررسی گذرداد اغلب اصطلاح" حداکثر گذرداد "آنجایی بکار گرفته می‌شود که آزمون حداکثر گذرداد کاربر نهایی به‌طور مفصل، مورد بحث قرار می‌گیرد.
گذرداد ماکزیمم اساساً مترادف با پهنای باند دیجیتال است.
چهار مقدار مختلف به این معنی در زمینه"حداکثر"در مقایسه عملکرد مفهومی «حد بالایی» از سیستم‌های مختلف استفاده می‌شود؛ که عبارتند از”حداکثر گذرداد نظری"، "حداکثر گذرداد دست یافتنی"، "اوج گذرداد اندازه‌گیری" و " حداکثر گذرداد پایدار". این‌ها نشان دهنده مقادیر مختلف هستند و باید دقت شود که در مقایسه با مقادیر مختلف"حداکثر"تعاریف مشابه استفاده می‌شود.
مقایسه مقادیر گذرداد وابسته است به هر بیتی که مقادیر یکسانی از اطلاعات را حمل می‌کند. فشرده‌سازی داده‌ها می‌تواند به میزان قابل توجهی انحراف محاسبات گذرداد را از جمله ایجاد ارزش بیشتر از ۱۰۰٪ سبب شود. اگر ارتباط با لینک‌های مختلف در مجموعه‌ای با نرخ بیتهای متفاوت برقرار شود حداکثر گذرداد لینک کلی کمتر یا مساوی کمترین نرخ بیت خواهد بود. لینک با کمترین ارزش در مجموعه با عنوانتنگنا شناخته می‌شود.

### گذرداد نظری بیشینه
این مقدار به ظرفیت کانالسیستم مرتبط است و حداکثر مقدار ممکن از اطلاعات است که می‌تواند تحت شرایط ایده‌آل منتقل شود. در برخی موارد این مقدار برابر با ظرفیت کانال گزارش می‌شود گرچه این مقدار می‌تواند فریبنده باشد فقط سیستم‌های آسنکرون می‌توانند بدون فشرده‌سازی داده‌ها بدان دست یابند. حداکثر گذرداد نظری به‌طور دقیق به سربارفرمت و مشخصات حساب با بهترین مفروضات گزارش شده‌است. این تعداد مانند «حداکثر گذرداد دست یافتنی» زیر در درجه اول به عنوان یک ارزش خشن مورد استفاده واقع می‌شود، از جمله برای تعیین مرزهای عملکرد ممکن اولیه در مرحله طراحی یک سیستم استفاده می‌شود.

### اوج گذرداد اندازه‌گیری‌شده
مقادیر بالا مقادیر نظری یا محاسبه‌ای‌اند. گذرداد اندازه‌گیری شده اوج توانی است که در واقعیت یا سیستم اجرا شده ویا سیستم شبیه‌سازی شده، اندازه‌گیری می‌شود. مقدار گذرداد اندازه‌گیری شده در طی یک دوره کوتاه از زمان است. به عبارت ریاضی این حدی است که از گذرداد گرفته می‌شود در حالی که زمان به صفر میل کند. این اصطلاح مترادف است با «گذرداد آنی». این گذرداد برای سیستم‌هایی مفید است که بر انتقال پشت سرهم انتقال داده‌ها تکیه می‌کنند با این حال برای سیستم‌هایی با دوره کاری بزرگتر برای اندازه‌گیری کارایی سیستم کمتر مفید واقع می‌شود.

### بیشینه گذرداد پیاپی
این مقدار، گذردادی است که در یک زمان طولانی به‌طور میانگین یا یکپارچه شده‌است (گاهی بی‌نهایت در نظر گرفته می‌شود). برای شبکه‌های با سیکل وظیفه طولانی به احتمال زیاد یک نشانگر دقیق از عملکرد سیستم است. ماکزیمم گذرداد تعریف می‌شود به عنوان گذرداد مجانبی موقعی که بار (مقدار داده ورودی) خیلی زیاد است. در سیستم‌های سوییچ بسته‌ای جایی که بار و گذرداد همیشه مساویند (که اتلاف بسته اتفاق نمی‌افتد) ماکزیمم گذرداد ممکن است به صورت حداقل بار در بیت/ثانیه تعریف شود که موجب می‌شود زمان تحویل (تأخیر) بی‌ثبات شود یا به بی‌نهایت منجر شود. این مقدار می‌تواند مورد استفاده قرار گیرد به‌طور فریب آمیزی در ارتباط با گذرداد اندازه‌گیری شده اوج برای پنهان کردن شکل‌گیری بسته.

## بهره‌گیری و بازدهی کانال
گاهی گذرداد نرمال و به صورت درصد سنجیده می‌شود. اما استانداردسازی ممکن است باعث سردرگمی در مورد آنچه که در صد بدان مرتبط است شود. سودمندی کانال کارایی کانال و نرخ حذف بسته در سنجش درصدی کمتر مبهم است.
کارایی کانال همچنین به عنوان کارایی استفاده از پهنای باند شناخته می‌شود. دربیان درصدی گذرداد دستیابی به نرخ بیت شبکه در بیت/ثانیه از یککانال ارتباطی دیجیتال مرتبط است. برای مثال اگر گذرداد برابر ۷۰ مگابیت بر ثانیه در یک ارتباط اترنت ۱۰۰ مگابیت بر ثانیه کارایی کانال برابر ۷۰٪است. در این مثال۷۰ مگابیت داده مؤثر در هر ثانیه منتقل می‌شود.
کارایی کانال به جای یک اصطلاح است که به استفاده از گذرداد نادیده گرفتن کانال ارتباط دارد.
این نه تنها با بیتهای داده بلکه با سرباری که استفاده از کانال باعث آن می‌شود نیز حساب می‌کند. سر بار انتقال متشکل از توالی مقدمه قاب سرآیند فریم و تصدیق بسته‌است. تعاریف فرض یک کانال بی صدا در غیر اینصورت گذرداد را نمی‌توان تنها به طبیعت (بهره‌وری) این پروتکل بلکه همچنین برای ارسال مجدد حاصل از کیفیت کانال همراه است. در یک رویکرد ساده کارایی کانال می‌تواند برابر با استفاده از کانال با این فرض که طول بسته‌های تصدیق صفر و آنکه ارائه دهنده ارتباطات هیچ پهنای باندی نسبت به انتقال مجدد و سرآیندها تدارک نمی‌بیند؛ بنابراین علامت متون خاص میان استفاده از کانال و کارایی پروتکل یک تفاوت وجود دارد.
در یکلینک ارتباطی نقطه به نقطه یا نقطه به چند نقطه که تنها یک ترمینال در حال انتقال است حداکثر گذرداد اغلب معادل ویا بسیار نزدیک به نرخ داده فیزیکی(ظرفیت کانال)از آنجایی که استفاده از کانال می‌تواند در حدود ۱۰۰٪ در یک شبکه باشد به جز یک شکاف کوچک داخل فریم.
برای مثال:در اترنت حداکثر اندازه فریم۱۵۲۶ بایت است (حداکثر ۱۵۰۰ بایت حمل ونقل+۸بایت مقدمه +۱۴ بایت سرایند +۴ بایت دنباله). یک حداقل فاصله اضافی درون فریم مربوط به ۱۲ بایت است که بعد از هر قاب وارد می‌شود. این فاصله اضافی مربوط به حداکثر استفاده از کانال از. %۹۹٫۲۲=%۱۰۰.(۱۲+۱۵۲۶)/۱۵۲۶
یا حداکثر استفاده از کانال ۹۹٫۲۲مگابیت برثانیه شامل سربار پروتکل لایه پیوند داده‌های اترنت در یک ارتباط ۱۰۰ مگابیت بر ثانیه ارتباط اترنت. گذرداد ماکزیمم یا کارایی کانال پس از آن۹۷٫۵=(۱۲+۱۵۲۶)/۱۵۰۰منحصربه‌فرد سربار پروتکل اترنت است.

## عوامل مؤثر بر گذرداد
گذرداد سیستم‌های ارتباطی به وسیلهٔ فاکتورهای متعددی محدود می‌شود که برخی در زیر توضیح داده می‌شوند:

### محدودیتهای آنالوگ
ماکزیمم گذرداد قابل دستیابی (ظرفیت کانال) با پهنای باند در هرتز و نسبت سیگنال به نویز متوسط آنالوگ فیزیکی تحت تأثیر قرار می‌گیرد.
با وجود سادگی مفهومی اطلاعات دیجیتال همهٔ سیگنال‌های الکتریکی که از طریق سیم‌های ارسال می‌شوند آنالوگ هستند. محدودیت‌های آنالوگ سیستم‌های با سیم وبی سیم به ناچار حد بالایی در میزان اطلاعاتی که می‌تواند فرستاده شود ارائه می‌کنند. معادله غالب در اینجاقضیه شانون، هارتلی و محدودیت‌های آنالوگ از این نوع را می‌توان به عنوان عوامل مؤثر بر هر دو سیگنال پهنای باند آنالوگ یا عوامل مؤثر بر نسبت سیگنال به نویز درک کرد. لازم است ذکر شود که پهنای باند سیستم‌های سیمی می‌تواند در واقع به‌طور تعجب آوری محدود شود با پهنای باند اترنت سیمی محدود به حدود ۱ گیگا هرتز و محدوده وقایع (PCB)با یک مقدار مشابه.
سیستم‌های دیجیتال به «فرکانس زانو» (مقدار زمانی که برای ولتاژهای دیجیتال به افزایش ۱۰٪ از دیجیتال اسمی ۰ به دیجیتال اسمی ۱ یا بلعکس) فرکانس زانو ارتباط دارد به پهنای باند مورد نیاز یک کانال، و می‌تواند مربوط به پهنای باند ۳دسی بل یک سیستم با این معادله باشد:[۳] جاییکه (TR) ۱۰٪ تا ۹۰٪ افزایش یابد و(K) یک ثابت تناسب مربوط به شکل پالس برابر با ۰٫۳۵ برای افزایش نمایی و۰٫۳۳۸ برای افزایش گاوسی.
تلفات (RC):سیم‌ها یک مقاومت ذاتی ویک خازن ذاتی دارند که نسبت به زمین اندازه‌گیری می‌شوند که این منجر به اثرات نامیده می‌شود خازن‌های انگلی باعیث می‌شوند که تمامی سیم‌ها و کابل‌ها به عنوان فیلترهای پایین گذر عمل کنند.
اثر پوستی:هنگامی که فرکانس افزایش می‌یابد، بارهای الکتریکی به لبه سیم‌ها ویا کابل مهاجرت می‌کنند. این عمل اثر سطح مقطع در دسترس را برای اجرای فعلی، افزایش مقاومت و کاهش سیگنال به نویز. برای کابلAWG ۲۴ (به‌طور معمول در کابل cat 5e) اثر پوستی فرکانس بر مقاومت ذاتی سیم در ۱۰۰ کیلو هرتز غالب می‌شود. در ۱ گیگا هرتز مقاومت تا ۰٫۱ اهم براینچ افزایش یافته‌است.
ختم و زنگ:برای سیم‌های طولانی (سیم‌های طولانی‌تر از طولد موج ۶/۱می‌تواند طولانی در نظر گرفته شود) باید به عنوان خطوط انتقال مدلسازی و
بدون انجام این کار، سیگنال‌های منتشر شده در سیم به جلو و عقب حرکت خواهند کرد، مثبت یا منفی با سیگنال حامل اطلاعات تداخل پیدا می‌کند.[۵]
اثرات شبکه‌های بی‌سیم:برای سیستم‌های بی‌سیم، همهٔ اثرات در ارتباط با انتقال بی‌سیم SNR و پهنای باند سیگنال دریافتی و در نتیجه حداکثر تعداد بیتها یی که می‌تواند فرستاده شود را محدود می‌کند.

### ملاحظات سخت‌افزار آی‌سی
سیستم‌های محاسباتی قدرت پردازش محدودی دارند و می‌توانند محدود شوند. توانایی محدودیت جریان رایج می‌تواند نسبت سیگنال به نویز برای لینک‌های با ظرفیت بالا محدود کند.
بارهای داده‌های بزرگی که نیاز به پردازش داده‌های تحمیلی پردازش نیازمندی‌های سخت‌افزار (مثل روتر). به عنوان مثال، یک روتر دروازه‌ای که یک جمعیت زیرشبکه کلاس B را پشتیبانی می‌کند ۱۰۰*۱۰ مگابایت برثانیه کانال‌های اترنت را اداره می‌کند، ضروری است برای تعیین فاصلهٔ پورت برای هر بسته ۱۶ بیت از آدرس بازرسی شود. این ترجمه به ۸۱۹۱۳ بسته در هر ثانیه (با فرض ماکزیمم داده برای هر بسته) با یک جدول با ۱۶ ^۲ از آدرس‌ها این نیاز به روتری دارد که قادر باشد ۵٫۳۶۸ بیلیون عملیات جستجو در هر ثانیه انجام دهد. در یک سناریوی بدتر، که در آن محموله هر یک از بسته‌های اترنت به ۱۰۰ بایت کاهش می‌یابد، این تعداد از عملیات در ثانیه به۵۲۰ بیلیون جهش پیدا می‌کند. این روتر نیازمند یک هسته پردازش multi- terflop است تا قادر به ادارهٔ چنین باری باشد.
CSMA/CD دسترسی چندگانه با قابلیت شنود سیگنال حامل”back off “زمان انتظار و ارسال مجدد فریم پس از کشف برخورد. این کار در شبکه‌های اترنت با گذرگاه عمومی و شبکه‌های هاب بهتر از شبکه‌های بی‌سیم اتفاق بیفتد
کنترل جریان، به عنوان مثال در پروتکل کنترل انتقال(TCP) تأثیر می‌گذارد بر گذرداد اگر محصول تأخیر پهنای باند بزرگتر از پنجره TCP، یعنی اندازه بافرi.e.. باشد در چنین حالتی کامپیوتر ارسال‌کننده باید برای قبول بسته‌های داده صبر کند قبل از آن می‌تواند داده‌های بیشتری ارسال کند.
اجتناب از ازدحام TCP نرخ داده را کنترل می‌کند. در شروع انتقال فایل باصطلاح «شروع آهسته» اتفاق می‌افتد، و بعد ازدحام روتر یا خطاهای بیتی برای مثال در لینک‌های بیسیم باعث حذف بسته می‌شود.

### ملاحظات چند کاربری
اطمینان از اینکه چند کاربر بتوانند به‌طور هماهنگ یک لینک ارتباطات را به تنهایی نیاز به اشتراک بگذارند نیازمند چند نوع تسهیم عادلانه از لینک است. اگر یک لینک ارتباطی گردنه بطری که در حال ارائه نرخ داده R است با N کاربر فعال به اشتراک گذاشته شود (با حداقل یک بسته داده در صف)، هر کاربری به‌طور معمول به توانی در حدود R/N دسترسی پیدا خواهد کرد، اگر صف بندی عادلانه ارتباط بهترین تلاش فرض شده باشد.
از دست دادن بسته‌ها به دلیل ازدحام شبکه می‌باشد. بسته‌ها ممکن است در سوییچ‌ها یا روترها زمانی‌که صف‌های بسته با توجه به ازدحام پر باشند، حذف شوند.
از دست دادن بسته‌ها به دلیل خطاهای بیتی است.
الگوریتم‌های زمانبندی در روترها و سوئیچ‌ها. اگر صف بندی عادلانه تأمین نشده باشد، کاربرانی که بسته‌های بزرگ ارسال می‌کنند به پهنای باند وسیعتری دست خواهند یافت. برخی از کاربران ممکن است در الگوریتم صف بندی عادلانه براساس وزن (WFQ)اگر تمایز یا تضمین کیفیت خدمات(QOS) تأمین شده باشد.
در برخی از سیستم‌های ارتباطی، مثل شبکه‌های ماهواره‌ای، فقط تعداد محدودی از کانال‌ها برای یک کاربر در یک زمان معین ممکن است در دسترس باشد. کانال‌ها برای گذرداد preassignmentدیگری یا گذرداد مورد تقاضا برای دسترسی چند گانه اختصاص داده شده‌است. در این حالتها گذرداد برای هر کانال کوانتیزه شده‌است و ظرفیت بالا استفاده بر روی کانال‌های تدریجی از دست رفته‌است.

## سربار وخوب‌داد
مقاله اصلی:
حداکثر گذرداد اغلب یک اندازه‌گیری غیرقابل اعتماد از پهنای باند درک شده‌است. برای مثال نرخ داده انتقال فایل در بیت در هر ثانیه است. همان‌طور که در بالا اشاره شد گذرداد قابل دسترسی اغلب کمتر از حداکثر گذرداد است. همچنین، سربار پروتکل برپهنای باند درک شده مؤثر است.
گذرداد یک متریک خوب تعریف شده، برای نشان دادن نحوه برخورد با سربار پروتکل نیست. آن به‌طور معمول در یک نقطه مرجع زیر لایه شبکه و بالاتر از لایهٔ فیزیکی اندازه‌گیری شده‌است.
ساده‌ترین تعریف، تعداد بیتهایی در ثانیه است که به‌طور فیزیکی تحویل داده شده‌است. نمونه‌ای که در آن این تعریف تمرین یک شبکهٔ اترنت است. در این مورد حداکثر گذرداد، حداکثر میزان بیت ناخالص یا میزان ارسال بیت خام است.
با این حال، در طرحی که شامل ارسال کدهای تصحیح خطا (برنامه‌نویسی کانال)، کد خطا کار بر کنار شده به‌طور معمول از مطالعه گذرداد خارج شدند. به عنوان مثال در ارتباطات مودم، که در آن به‌طور معمول، گذرداد در رابط بینپروتکل نقطه به نقطه(PPP)و مدار سوییچ اتصال مودم اندازه‌گیری می‌شود. در این مورد حداکثر گذرداد اغلب با نام میزان ارسال بیت خالص یا میزان ارسال بیت مفید شناخته می‌شود.
برای تعیین میزان اطلاعات واقعی یک شبکه یا ارتباط، ممکن است تعریف اندازه‌گیری «خوب‌داد» مورد استفاده قرار گیرد. برای مثال در انتقال فایل goodputمربوط به اندازه فایل (در بیت) تقسیم بر زمان انتقال فایل است.
«خوب‌داد» میزان اطلاعات مفیدی است که در هر ثانیه به پروتکل لایه کاربرد تحویل داده شده‌است. بسته‌های حذف شده یا بسته‌های مجدد ارسال شده نیز به عنوان سربار پروتکل از مطالعه حذف شدند. به همان دلیل «خوب‌داد» پایینتر از گذرداد است. عوامل فنی مؤثر بر تفاوت در مقاله «خوب‌داد» ارائه شده‌است.

## کاربردهای دیگر گذرداد برای داده‌ها

### مدارهای مجتمع
اغلب یک بلوک در نمودار جریان داده تنها یک ورودی و یک خروجی واحد دارد و در بسته‌های مجزا از اطلاعات عمل می‌کند. نمونه‌های از بلوکهای اینچنینی ماژولهای FFT یا ضرایب باینری است. از آنجا که واحدهای گذرداد در مقابل واحد تأخیر انتشار قرار دارد، که «ثانیه‌ها به ازای هر پیام» یا «ثانیه‌ها به ازای هر خروجی» گذرداد می‌تواند مورد استفاده قرار گیرد برای ارتباط دستگاه‌های محاسباتی، اجرای یک تابع اختصاص داده شده مانند یک ASIC یا یک پردازنده جاسازی شده برای یک کانال ارتباطی، تسهیل تجزیه وتحلیل سیستم.

### شبکه‌های بی‌سیم و سلولی
در شبکه‌های بی سیمسیستم‌های تلفن همراه، بهره‌وری طیفی سیستم در بیت/ثانیه/هرتز/ در واحد سطح، بیت/ثانیه/هرتز/سایت یا بیت/ثانیه/هرتز/سلول، حداکثر گذرداد سیستم (گذرداد کل) تقسیم شده بوسیلهٔ پهنای باند آنالوگ و برخی معیار آرا پوشش سیستم.

### کانال‌های آنالوگ سراسری
در طول کانال‌های آنالوگ، گذرداد به‌طور کامل با طرح مدولاسیون، نسبت سیگنال به نویز، و پهنای باند موجود تعریف شده‌است. از آنجا که گذرداد به‌طور معمول در شرایط استفاده از داده‌های دیجیتال کمی تعریف شده‌است، به‌طور معمول واژه «گذرداد» استفاده نمی‌شود، و به جای آن اغلب اصطلاح «پهنای باند» استفاده شده‌است.